# SpaceX Crew-5
SpaceX Crew-5 was de vijfde reguliere vlucht onder NASA’s Commercial Crew-programma waarmee SpaceX vier ruimtevaarders naar en van het ISS werden vervoerd. Het was tevens de zesde reguliere Crew Dragon-vlucht naar het ISS. De vlucht droeg in contracten de juridische naam PCM-5 (Post Certification Mission 5).

## Voorbereidingen
In de voorbereiding werden een paar hardware problemen ontdekt. Zo bleek in mei 2022 het hitteschild van de betreffende Crew Dragon een zwakke plek te bevatten waarna het werd vervangen. Ook raakte in juli 2022 de tussentrap van Falcon 9-booster B1076 beschadigd tijdens het transport van de fabriek in Hawthorne Californië naar het testterrein in McGregor; de booster had nabij Van Horn een viaduct geschampt. Hierop moest de tussentrap worden vervangen en werd de vlucht bijna een maand uitgesteld. Lang was 3 oktober 2022 de beoogde lanceerdatum maar wegens orkaan Ian die een paar dagen eerder over Florida trok werd de vlucht met ten minste een dag uitgesteld.

## Bemanning
| Positie          | Ruimtevaarder                             |
| ---------------- | ----------------------------------------- |
| Gezagvoerder     | Nicole Aunapu Mann, NASA, 1e ruimtevlucht |
| Piloot           | Josh Cassada, NASA 1e ruimtevlucht        |
| Missiespecialist | Koichi Wakata, JAXA, 5e ruimtevlucht      |
| Missiespecialist | Anna Kikina, Roskosmos 1e ruimtevlucht    |

## Lancering
De vlucht werd op 5 oktober 2022 gelanceerd als onderdeel van ISS-Expeditie 68 met een geplande missieduur van ongeveer zes maanden. Het was de tweede lancering van Crew Dragon Endurance en er werd een nieuwe Falcon 9 Boostertrap gebruikt. Tijdens de vlucht werd voor het eerst een stoel tussen NASA en Roskosmos uitgewisseld en zou de eerste Russische kosmonaut met een Commercial Crew-voertuig mee vliegen in ruil voor een NASA-astronaut aan boord van Sojoez MS-22.
De lancering verliep letterlijk op een haar na nominaal. Die haar zat in eerste instantie tussen het toegangsluik en veroorzaakte een lekje waarop het luik heropend werd, de sluitrand met succes werd schoongeveegd en de lancering door kon gaan.

## Landing
Na een missie van 157 dagen naar het internationale ruimtestation (ISS) landde de ruimtecapsule op 11 maart 2023 voor de kust van Florida in de Golf van Mexico ter hoogte van de Tampabaai.

## Trivia
- Het "meatball"-logo van NASA op de tweede trap van de Falcon 9-raket was niet erg netjes uitgevoerd; de letters stonden niet mooi gecentreerd in de cirkel. Dit maakte nogal wat reacties los op sociale media.[6]
- Omdat Sojoez MS-22 in december 2022 beschadigd raakte liet NASA uitzoeken of de MS-22-bemanning eventueel met Crew Dragon Endurance terug naar aarde kon. Het lifesupport-systeem van een Crew Dragon is op zeven mensen berekend. Later werd besloten dat de MS-22-bemanning met Sojoez MS-23 zou terugkeren.